# Allobates hodli
Allobates hodli Simões, Lima & Farias, 2010 è un anfibio anuro appartenente alla famiglia degli Aromobatidi.

## Etimologia
L'epiteto specifico è stato dato in onore di Walter Hödl.

## Distribuzione e habitat
È endemica del Brasile. Si trova lungo il bacino del rio Madeira negli stati di Rondônia, Amazonas e Acre.

## Tassonomia
Uno studio successivo degli autori riporta una zona di ibridazione nell'Amazzonia occidentale con A. femoralis.